# Goianésia EC
Der Goianésia Esporte Clube, in der Regel nur kurz Goianésia genannt, ist ein Fußballverein aus Goianésia im brasilianischen Bundesstaat Goiás.
Aktuell spielt der Verein in der vierten brasilianischen Liga, der Série D.

## Erfolge
- Staatsmeisterschaft von Goiás – Série B: 1985

## Stadion
Der Verein trägt seine Heimspiele im Estádio Valdeir José de Oliveira in Goianésia aus. Das Stadion hat ein Fassungsvermögen von 8110 Personen.

## Trainerchronik
Stand: 26. Juni 2021
| Trainer      | Nation    | von           | bis           |
| ------------ | --------- | ------------- | ------------- |
| Luan Carlos  | Brasilien | 9. März 2020  | 28. März 2021 |
| Ariel Mamede | Brasilien | 8. April 2021 | heute         |